# Haplopsebium kolibaci
Haplopsebium kolibaci là một loài bọ cánh cứng trong họ Cerambycidae.